# Fronhofturm

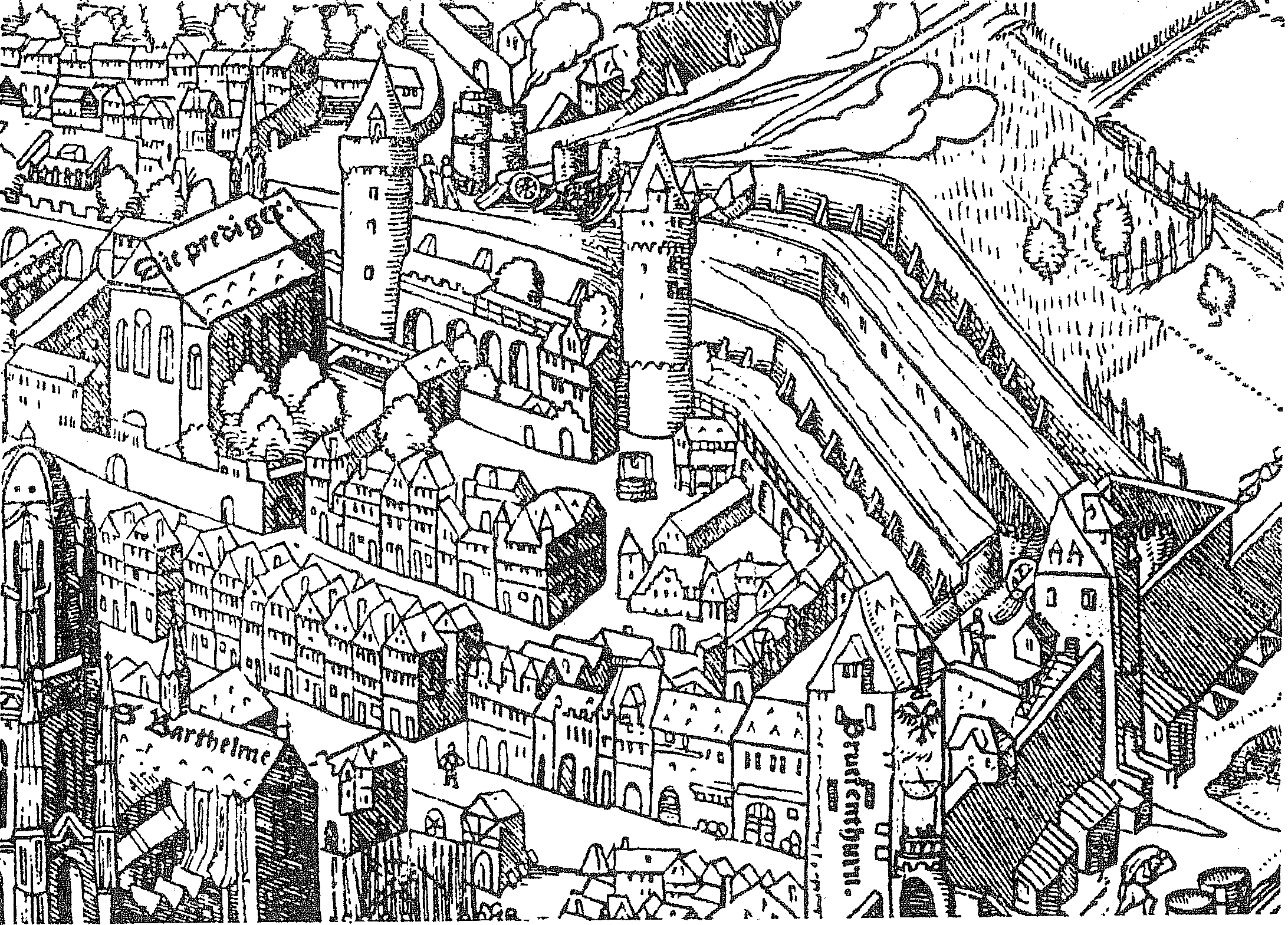
Der Fronhofturm (Mitte) auf Fabers Belagerungsplan 1553, links das Dominikanerkloster und der Mönchsturm, unten mittig der Brückenturm, unten links der Dom, oben rechts das damals unbebaute Fischerfeld

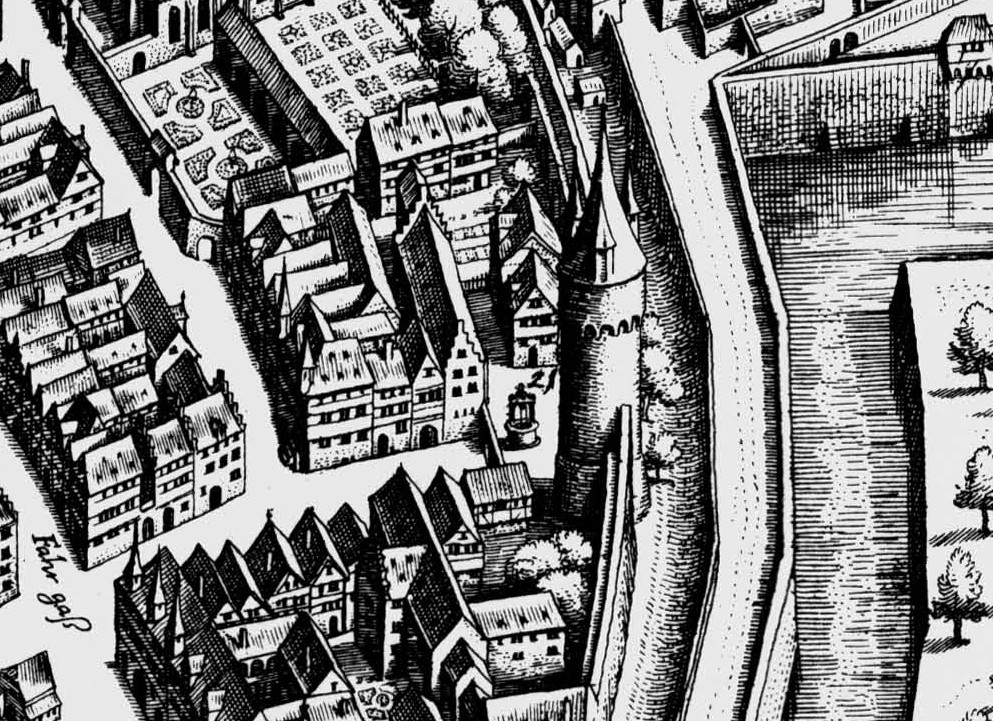
Predigergasse, Fronhofturm und Wollgraben auf Merians Vogelschauplan (1628)

Der Fronhofturm (auch Kompostellturm) war ein Wehrturm der Stadtbefestigung von Frankfurt am Main. Er befand sich auf der südöstlichen Seite der Stadt nahe der Fahrgasse und schützte das unbefestigte Fischerfeld. Der Turm wurde 1350 in den Verlauf der 200 Jahre älteren Staufenmauer hinein erbaut und 1406 erhöht. Im Zuge der Aufgabe der Stadtbefestigungen und mit dem Bau des Fischerfeldviertels wurde der Fronhofturm 1793 abgerissen.
Der Turm stand am Ende der Predigergasse, die gegenüber der Mehlwaage, das heißt nahe dem Domchor, von Osten in die Fahrgasse einmündete. Direkt benachbart, auf der südlichen Straßenseite der Predigergasse befand sich der Arnsburger Hof, gegenüber auf der Nordseite der Kompostellhof, eine Herberge für Jakobspilger, sowie der namensgebende Fronhof, ein Wirtschaftsgebäude des Bartholomäusstifts.
Sein nördlicher Nachbarturm war der 1356 errichtete und sehr ähnlich gestaltete Mönchsturm am Dominikanerkloster, sein südlicher Nachbar an der Ecke der Staufenmauer zur Flussmauer am Mainufer war das Fischerfeldpförtchen (Schießpforte), auf das weniger Meter weiter der nördliche Brückenturm der Mainbrücke folgte. Die 1333 begonnene spätmittelalterliche Stadtmauer verlief dort unmittelbar vor der älteren Staufenmauer, zusätzlich gesichert durch einen Wassergraben, den Wollgraben. Die Gasse auf der Innenseite der Mauer hieß Fronhofstraße.
Mit dem Fronhofturm, ausgenommen die Dominikanerkirche, sind alle damaligen Bauwerke der Umgebung völlig aus dem Stadtbild verschwunden, auch die Predigergasse, die Fronhofstraße und der Wollgraben. Unmittelbar westlich des ehemaligen Standorts verläuft heute die Kurt-Schumacher-Straße, der Turm stand auf dem heutigen Grundstück der Stadtwerke auf der Ostseite der Straße, etwas südlich der Einmündung der Rechneigrabenstraße.